# In Italia erano i Nomadi
In Italia erano i Nomadi è una raccolta di brani dei Nomadi pubblicata dalla etichetta discografica EMI. La raccolta rappresenta la storia della carriera dei Nomadi e della nascita di alcuni dei loro successi, è suddivisa in due CD: Il primo contiene le versioni originali dei brani mentre il secondo contiene le versioni italiane dei Nomadi. Sono contenute inoltre molte interviste ad Augusto Daolio che spiega la nascita del singolo brano.

## Tracce
- Disco 1

1. Augusto Daolio (intervista)   (49")
2. Dion: Donna the prima donna   (3' 07")
3. Augusto Daolio (intervista)   (39")
4. Sonny: The revolution kind   (3' 40")
5. Augusto Daolio (intervista)   (32")
6. Sonny & Cher: You don't love me   (2' 38")
7. Beach Boys: Girl don't tell me   (2' 32")
8. Augusto Daolio (intervista)   (31")
9. The Troggs: With a girl like you   (2' 22")
10. Augusto Daolio (intervista)   (39")
11. The Hollies: I want you   (2' 26")
12. The Kinks: Death of a clown   (2' 49")
13. Jeff Beck: Hi ho silver lining   (3' 08")
14. Moody Blues: Nights in white satin   (7' 36")
15. Roger Dean Taylor: Gotta see Jane   (3' 20")
16. Augusto Daolio (intervista)   (25")
17. The Kinks: Days   (3' 30")
18. The Consortium: All the love in world   (3' 01")
19. Glen Campbell: Wichita lineman   (3' 16")
20. J. Vincent Edwards: Run to the sun   (3' 48")
21. Augusto Daolio (intervista)   (1' 11")
22. Chris Farlowe with The Hill: Winter of my life (canzone)   (4' 13")
23. Heart: Seasons   (3' 53")
24. E.L.O: Whisper in the night   (5' 00")

- Disco 2

1. Augusto Daolio (intervista)   (54")
2. Donna la prima donna   (2' 51")
3. Come potete giudicar   (3' 22")
4. Racconta tutto a me   (2' 47")
5. Augusto Daolio (intervista)   (30")
6. La mia libertà   (2' 27")
7. Un riparo per noi   (2' 19")
8. Ti voglio   (3' 02")
9. Augusto Daolio (intervista)   (23")
10. Un figlio dei fiori non pensa al domani   (3' 19")
11. Vola bambino   (2' 57")
12. Augusto Daolio (intervista)   (45")
13. Ho difeso il mio amore   (4' 19")
14. Il nome di lei   (2' 59")
15. Insieme io e lei   (2' 50")
16. Vai via cosa vuoi   (2' 50")
17. Augusto Daolio (intervista)   (1' 02")
18. L'auto corre lontano (ma io corro da te)   (3' 14")
19. Mai come lei nessuna   (4' 15")
20. Icaro   (4' 25")
21. Augusto Daolio (intervista)   (54")
22. Stagioni   (5' 04")
23. Il gigante   (4' 49")
24. Augusto Daolio (intervista)   (42")